# Quercus aquifolioides
Espèce
Synonymes
- Quercus aquifolioides var. aquifolioides[1]

Statut de conservation UICN

LC : Préoccupation mineure
Quercus aquifolioides est une espèce d'arbres du sous-genre Quercus (chêne) et de la section Lobatae. Cette espèce est native d'Asie (Chine, Bhoutan, Pakistan, Afghanistan).

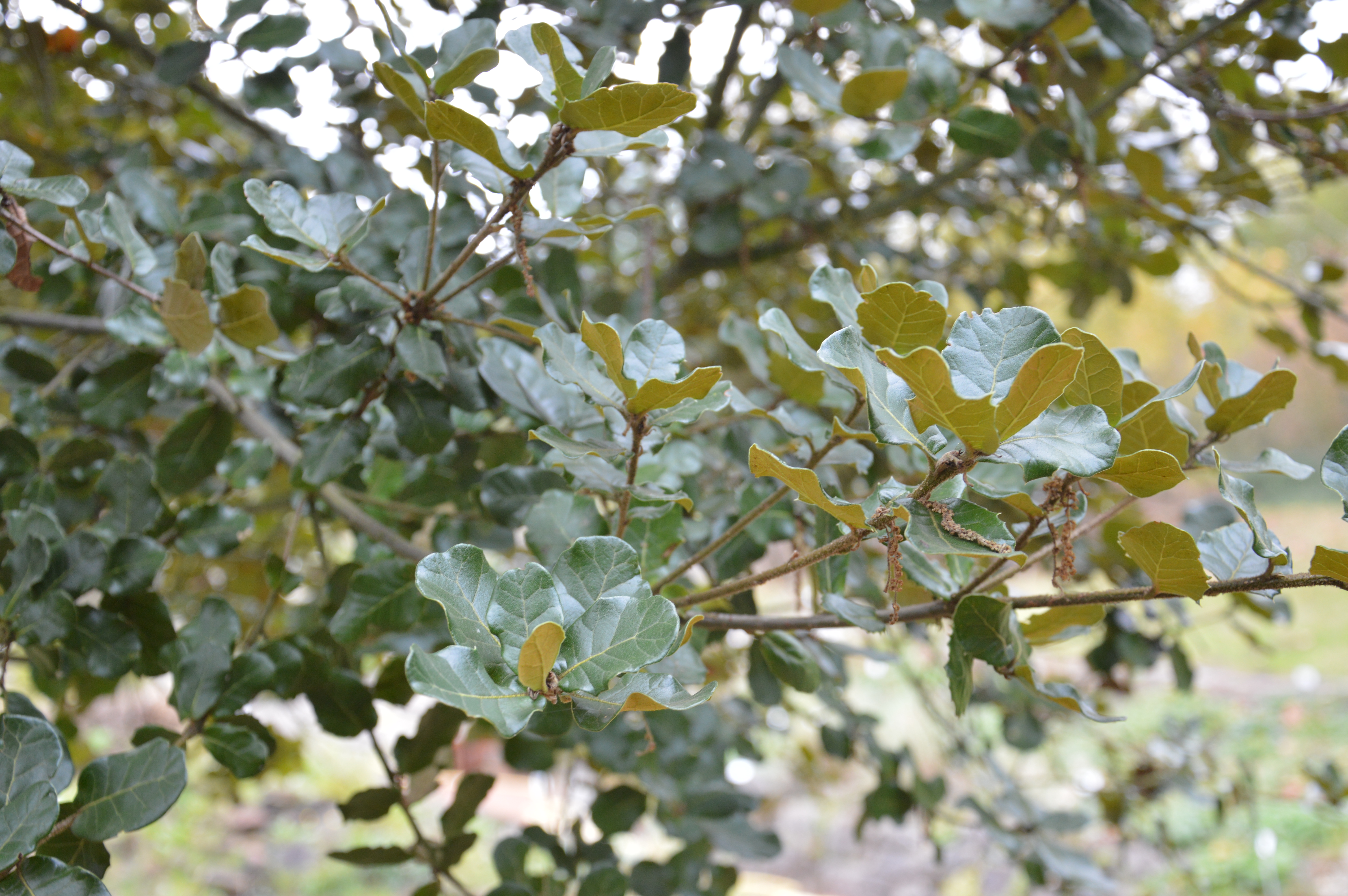
feuillage
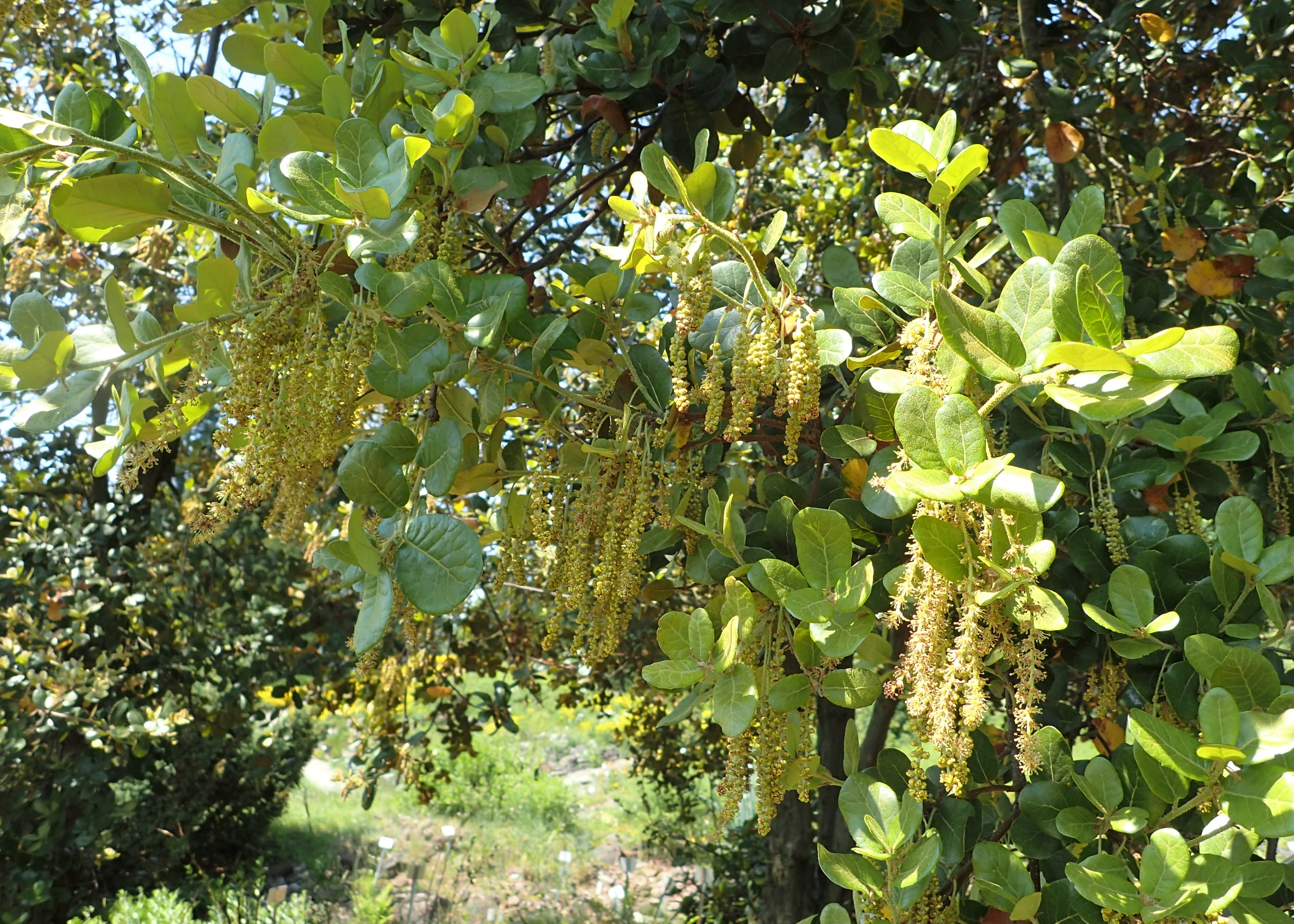
châtons
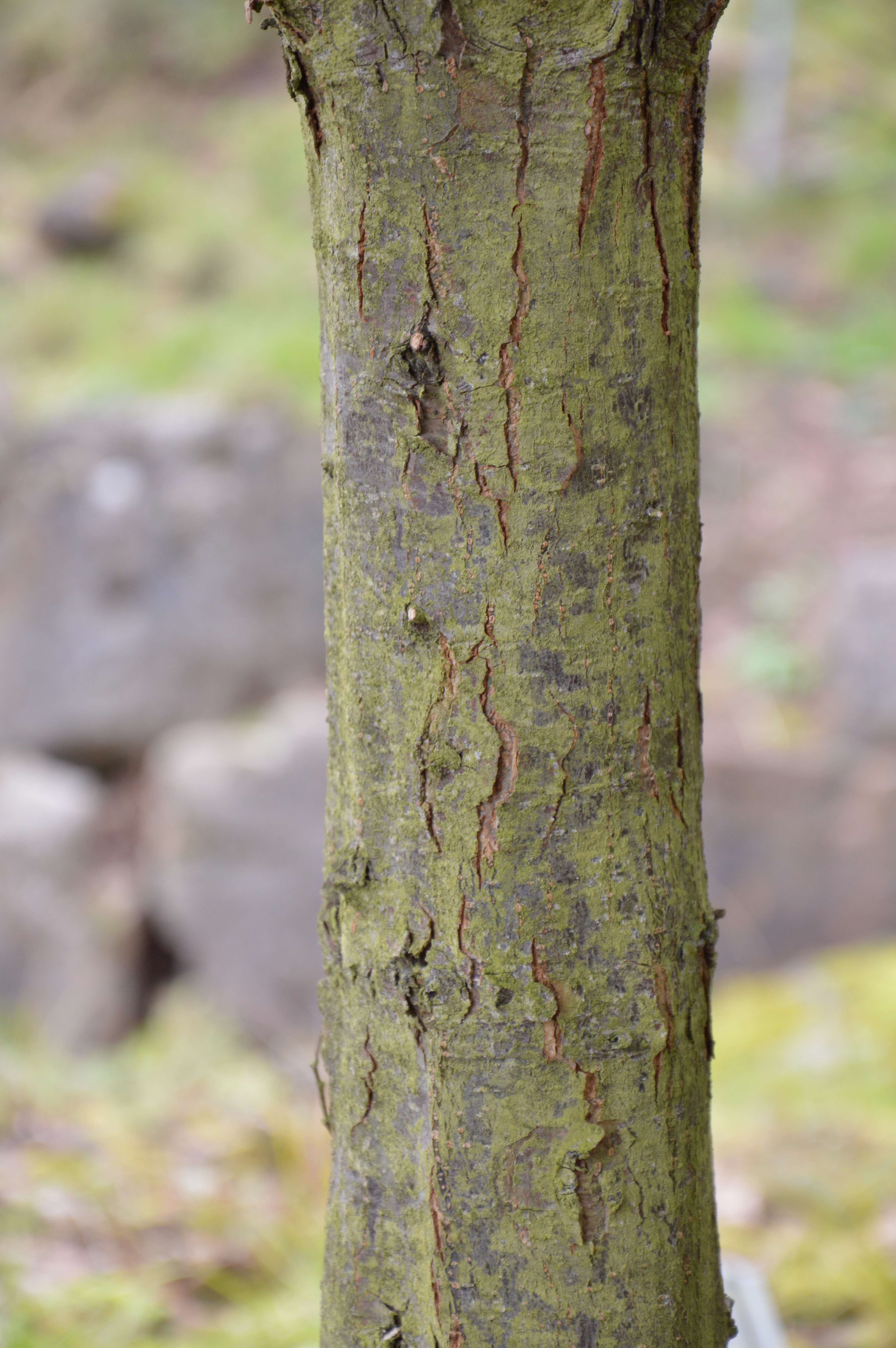
écorce